# Maria Denis
Maria Denis, pseudonimo di Maria Ester Beomonte (Buenos Aires, 22 novembre 1916 – Roma, 15 aprile 2004), è stata un'attrice italiana.

## Biografia

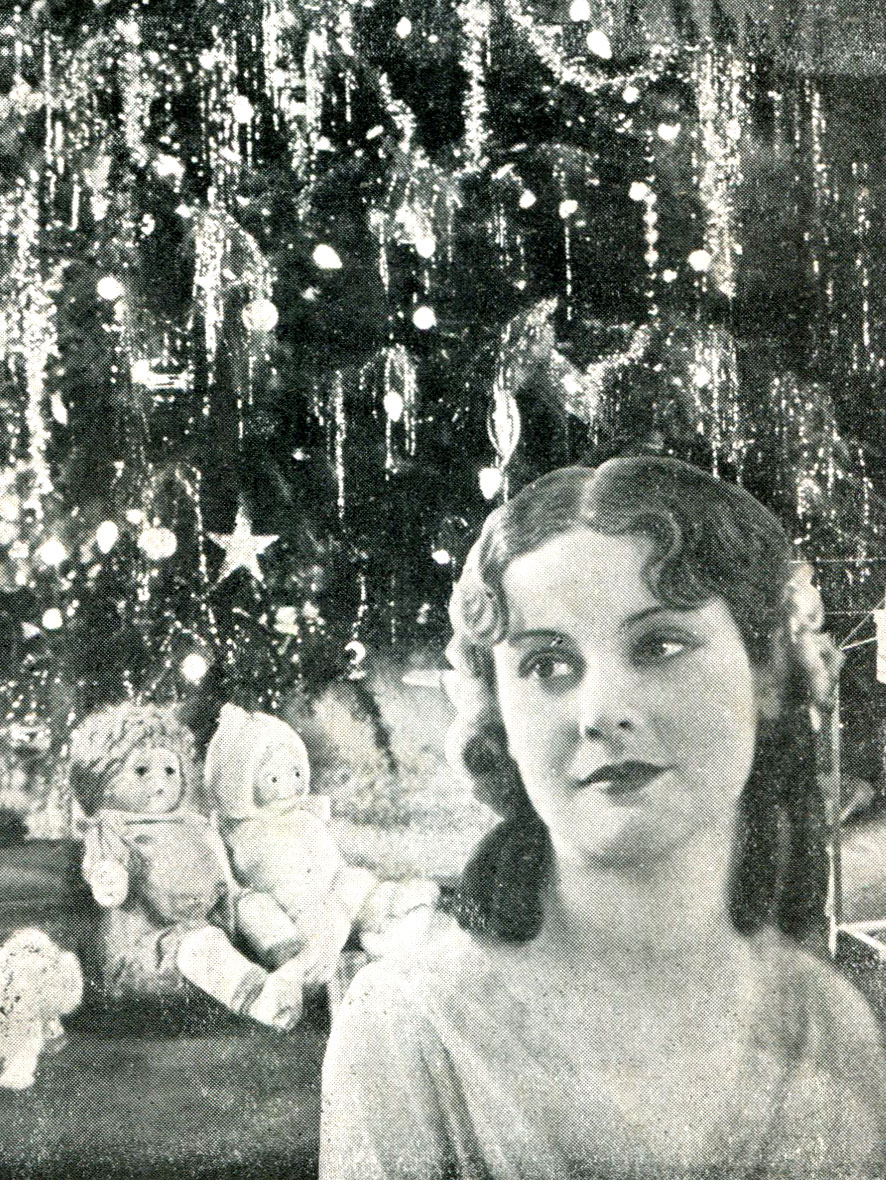
Maria Denis nel 1933

Nata in Argentina da genitori italiani, a soli nove mesi venne riportata in Italia dalla madre, rimasta sola a seguito di una malattia psichiatrica del marito. Si stabilirono a Roma, dove sua madre si risposò con un ufficiale dei Carabinieri. A 16 anni, mentre stava frequentando la quinta ginnasio, venne notata dal regista Pietro Francisci, che le propose la partecipazione ad un cortometraggio. A seguito di tale piccolo ruolo, ricevette una proposta di Amleto Palermi per partecipare nel 1933 a un film a soggetto.

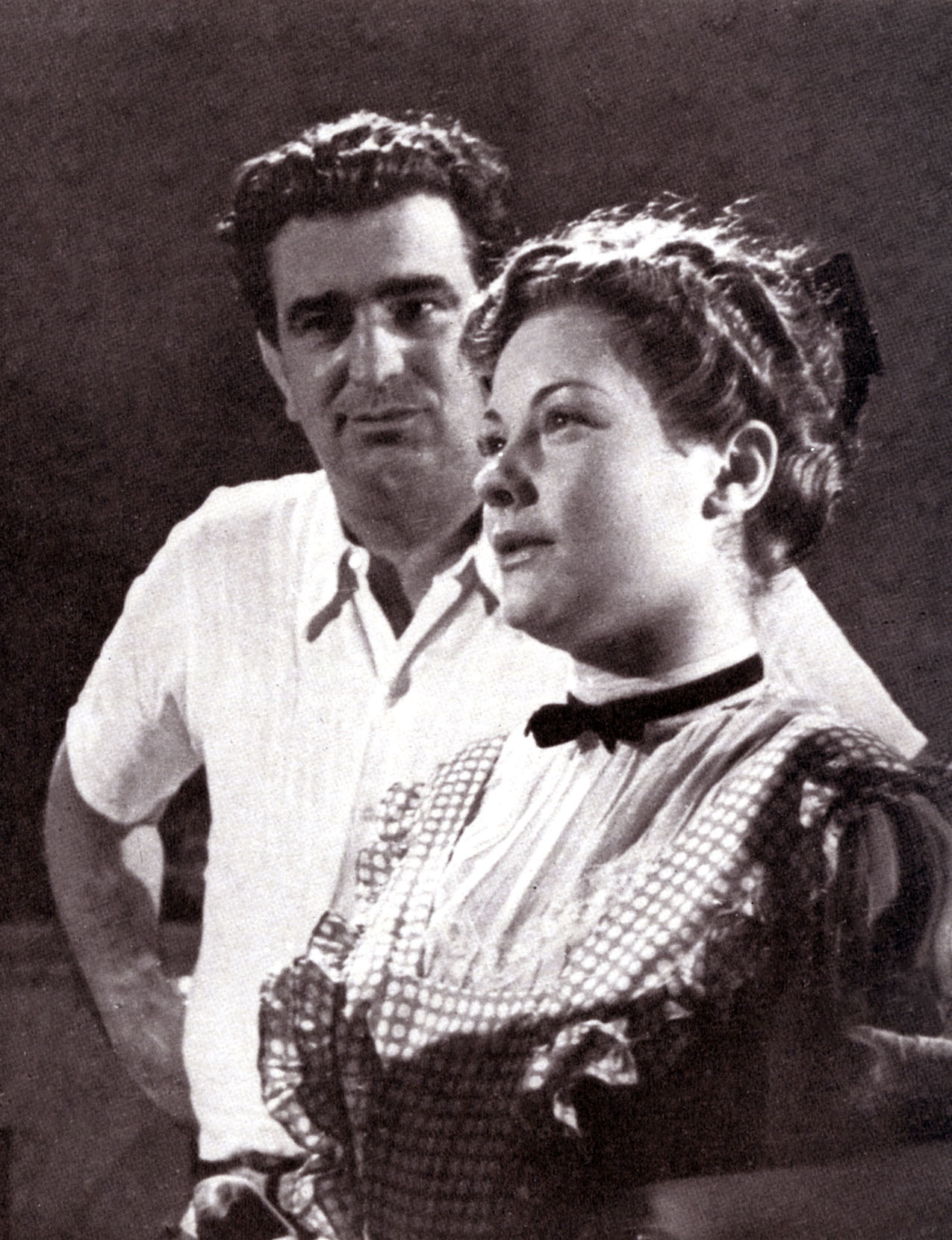
Maria Denis col regista Poggioli sul set di Addio, giovinezza! (1940)

Dopo alcune piccole parti (tra cui quella della timida ragazza ingannata dall'anziano spasimante in Treno popolare, diretto nel 1933 da Raffaello Matarazzo), nel 1934 arrivò al grande successo con il film Seconda B di Goffredo Alessandrini, in cui interpretò una studentessa che – con crudele civetteria d'adolescente – gioca uno scherzo a un non più giovanissimo professore. Il film ottenne un grandissimo successo, cui seguirono numerose interpretazioni che le consentirono di affermarsi come diva del cinema italiano durante il ventennio fascista. L'attrice infatti prese parte a numerose commedie del cosiddetto filone dei telefoni bianchi, nelle quali interpretò spesso ruoli di trovatella, giovane cameriera o maestrina. Tra le numerose pellicole di genere brillante che la videro protagonista: Napoli d'altri tempi (1938) di Amleto Palermi, Belle o brutte si sposan tutte... (1939) di Carlo Ludovico Bragaglia e Addio giovinezza! (1940) di Ferdinando Maria Poggioli.
Dotata di grande versatilità, Maria Denis si distinse anche come attrice drammatica, interpretando con grande sensibilità e raffinatezza la ragazza cieca ne Le due orfanelle (1942) di Carmine Gallone, accanto ad Alida Valli, la traditrice che muore per un colpo di pistola in Abbandono (1940) di Mario Mattoli, la povera ed umile servetta in Sissignora (1941) di Ferdinando Maria Poggioli, accanto alle sorelle Emma ed Irma Gramatica e Leonardo Cortese e la dolce insegnante elementare che si ricongiunge con la figlioletta creduta morta ne La maestrina di Giorgio Bianchi (1942) con Nino Besozzi; fu anche interprete di buoni film di propaganda fascista come 1860 (1934) di Alessandro Blasetti e L'assedio dell'Alcazar (1940) di Augusto Genina.
Durante la guerra, per salvare dal carcere il regista Luchino Visconti, l'attrice accettò le attenzioni del torturatore Pietro Koch. La sua relazione con Koch diede adito a sospetti sul suo conto. Il regista, che era realmente impegnato nelle attività clandestine della resistenza milanese, venne in seguito liberato, ma interruppe ogni rapporto con la Denis: in séguito negherà ripetutamente il ruolo della Denis nella sua liberazione.

## Dopoguerra e ritiro

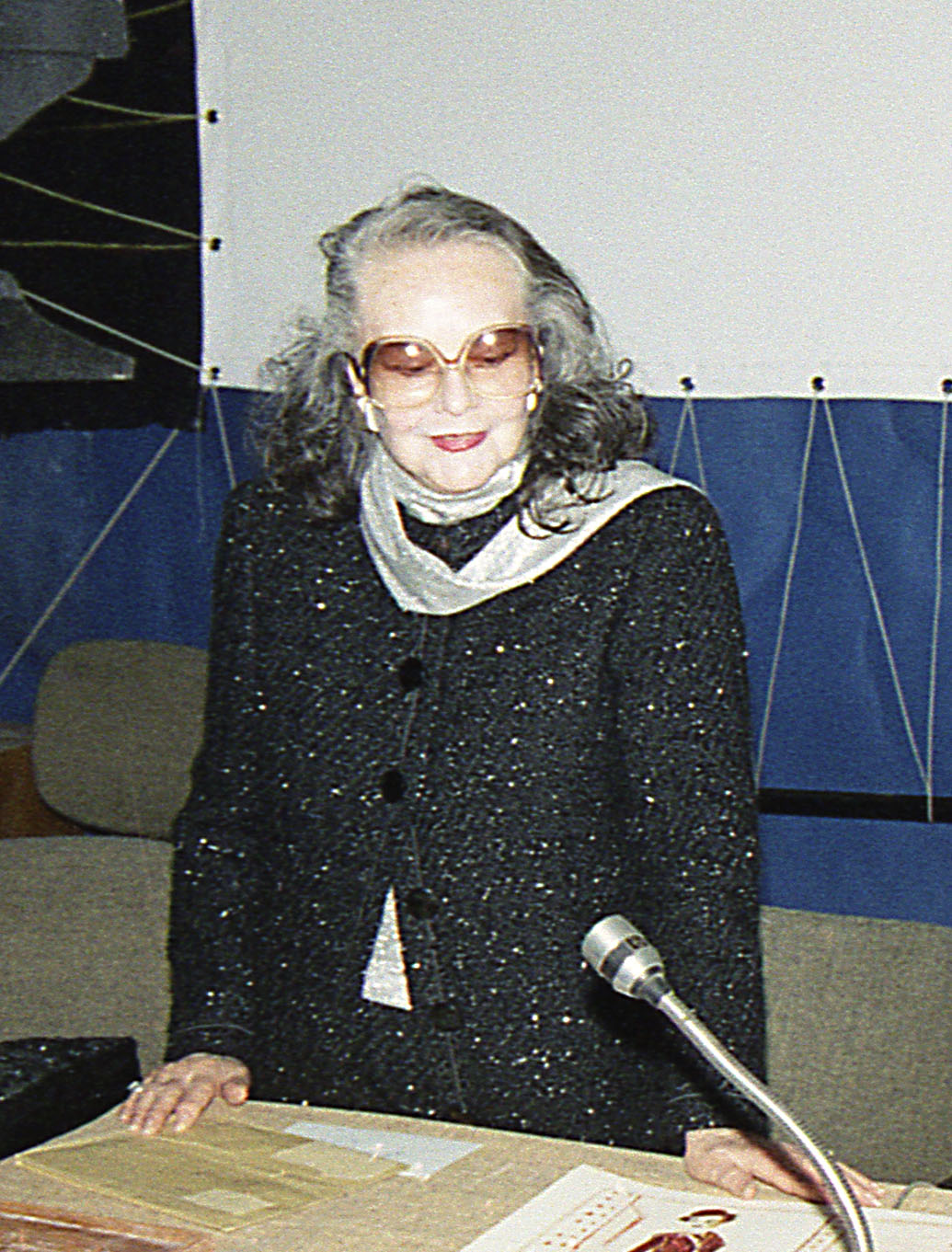
Maria Denis al MICS nel 2000

Nel 1946, mentre stava girando il film Cronaca nera, Maria Denis venne prelevata dalla polizia e trattenuta nella questura di Roma per quattordici giorni, accusata di collaborazionismo e di essere stata l'amante di Koch, ma poi fu riconosciuta subito innocente. Delusa e amareggiata, negli anni seguenti diraderà le sue apparizioni cinematografiche e, dopo una breve partecipazione al film a episodi Tempi nostri (1954) di Alessandro Blasetti, decise di ritirarsi dal cinema per dedicarsi alla famiglia, alla poesia e alla pittura.
Nel 1995 pubblicò una lucida quanto disincantata autobiografia, dal titolo Il gioco della verità, in cui raccontava il suo rapporto con Visconti:
Il 18 ottobre 2000, a Roma, fu presente, al Museo internazionale del cinema e dello spettacolo (MICS) a Via Portuense 101, alla presentazione di una rassegna di suoi film, donando al Museo alcuni vestiti usati per film girati negli anni 40: sarà una delle ultime apparizioni pubbliche. Morì in seguito ad una crisi respiratoria, all'età di 87 anni. È sepolta nel cimitero di Farnese.
Sua sorella minore, Michela, intraprese anch'ella la carriera d'attrice cinematografica, con lo pseudonimo Michela Belmonte, ma ebbe minor fortuna rispetto alla Denis, tanto che dopo aver girato soli tre film, abbandonò la recitazione e divenne un'apprezzata archeologa.

## Filmografia

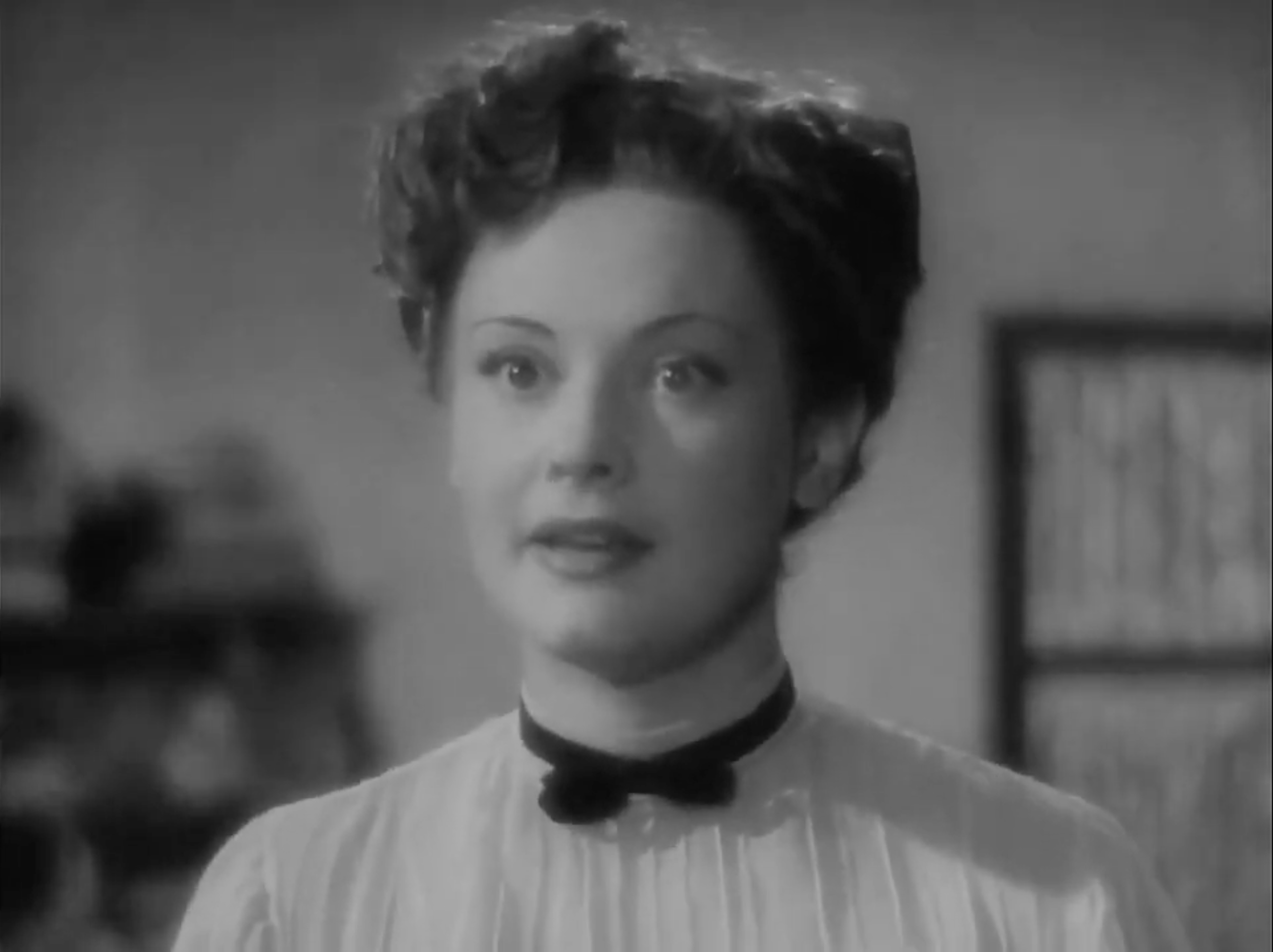
Maria Denis in Addio, giovinezza! (1940)

- Gli uomini, che mascalzoni..., regia di Mario Camerini (1932)
- La telefonista, regia di Nunzio Malasomma (1932)
- Creature della notte, regia di Amleto Palermi (1933)
- Treno popolare, regia di Raffaello Matarazzo (1933)
- Non c'è bisogno di denaro, regia di Amleto Palermi (1933)
- Villafranca, regia di Giovacchino Forzano (1933)
- Piccola mia, regia di Eugenio De Liguoro (1933)
- L'impiegata di papà, regia di Alessandro Blasetti (1933)
- Il signore desidera?, regia di Gennaro Righelli (1933)
- 1860, regia di Alessandro Blasetti (1934)
- Paraninfo, regia di Amleto Palermi (1934)
- Seconda B, regia di Goffredo Alessandrini (1934)
- La mia vita sei tu, regia di Pietro Francisci (1935)
- Re burlone, regia di Enrico Guazzoni (1935)
- Lorenzino de' Medici, regia di Guido Brignone (1935)
- Fiat voluntas Dei, regia di Amleto Palermi (1935)
- Re di danari, regia di Enrico Guazzoni (1936)
- Joe il rosso, regia di Raffaello Matarazzo (1936)
- Ballerine, regia di Gustav Machatý (1936)
- Contessa di Parma, regia di Alessandro Blasetti (1937)
- Napoli d'altri tempi, regia di Amleto Palermi (1937)
- I due misantropi, regia di Amleto Palermi (1937)
- Lasciate ogni speranza, regia di Gennaro Righelli (1937)
- L'ultima nemica, regia di Umberto Barbaro (1937)
- Hanno rapito un uomo, regia di Gennaro Righelli (1938)
- Le due madri, regia di Amleto Palermi (1938)
- Partire, regia di Amleto Palermi (1938)
- Belle o brutte si sposan tutte..., regia di Carlo Ludovico Bragaglia (1939)
- Il documento, regia di Mario Camerini (1939)
- Chi sei tu?, regia di Gino Valori (1939)
- Fortuna, regia di Max Neufeld (1940)
- L'assedio dell'Alcazar, regia di Augusto Genina (1940)
- Pazza di gioia, regia di Carlo Ludovico Bragaglia (1940)
- Addio giovinezza!, regia di Ferdinando Maria Poggioli (1940)
- Abbandono, regia di Mario Mattoli (1940)
- La compagnia della teppa, regia di Corrado D'Errico (1941)
- Sissignora, regia di Ferdinando Maria Poggioli (1941)
- L'amore canta, regia di Ferdinando Maria Poggioli (1941)
- I sette peccati, regia di László Kish (1942)
- Le due orfanelle, regia di Carmine Gallone (1942)
- La maestrina, regia di Giorgio Bianchi (1942)
- Nessuno torna indietro, regia di Alessandro Blasetti (1942)
- Canal Grande, regia di Andrea Di Robilant (1943)
- La bohème, regia di Marcel l'Herbier (1945)
- Malìa, regia di Giuseppe Amato (1946)
- Cronaca nera, regia di Giorgio Bianchi (1947)
- La prigioniera dell'isola, regia di Marcel Cravenne (1947)
- Quattro mogli, regia di Antonio Del Amo Algara (1947)
- Private angelo, regia di Peter Ustinov (1948)
- Voragine (Nada), regia di Edgard Neville (1948)
- La fiamma che non si spegne, regia di Vittorio Cottafavi (1949)
- Tempi nostri, regia di Alessandro Blasetti (1954)

### Doppiatrici
- Lydia Simoneschi in Canal Grande
- Rina Morelli in Cronaca nera